# Один (Илиноис)
Один (енгл. Odin) град је у америчкој савезној држави Илиноис.

## Демографија
По попису из 2010. године број становника је 1.076, што је 46 (-4,1%) становника мање него 2000. године.
| Група             | 2000.         | 2010.         |
| Белци             | 1.097 (97,8%) | 1.045 (97,1%) |
| Афроамериканци    | 7 (0,6%)      | 6 (0,6%)      |
| Азијати           | 1 (0,1%)      | 3 (0,3%)      |
| Хиспаноамериканци | 9 (0,8%)      | 8 (0,7%)      |
| Укупно            | 1.122         | 1.076         |